# Plijesan
Plijesan su mikroskopske gljive koje rastu u obliku hifa. Kolonija plijesni sastoji se od povezanih, umreženih hifa koje tvore micelij. Imaju genetski identične stanice. Micelij plijesni izlučuje hidrolitične enzime, koji razlažu organske tvari u jednostavne šećere. Izlučene tvari pripremaju hranu za gljivu, koju onda hife jednostavno upijaju. Crna, zelena ili žuta boja plijesni potječe od njihovih spora (stanica kojima se razmnožavaju).
U plijesan pripadaju gljive iz odjeljaka Zygomycota, Deuteromycota i Ascomycota. Plemenite plijesni koriste se u proizvodnji sireva.
Plijesni su u stalnoj borbi s bakterijama oko hrane. Da bi se oslobodile bakterija, luče tvari koje su otrovne za bakterije. Te tvari su poznate pod imenom antibiotici.
Prema podacima znanstvenih istraživanja poznato je preko 100.000 vrsta plijesni i gljivica od kojih se od toga nekoliko stotina pojavljuje u stambenim prostorijama. Mi ih primjećujemo u našem stanu tek tada kad one mijenjaju boju jer im se promijene životni uvjeti u kojima se razvijaju. Pojavljuju se u mnoštvu različitih tonova boja: zelenoj, crnoj, sivoj, crvenoj pa i žutoj. Tijekom svog razvijanja one stvaraju sjeme koje je tako sićušno da se ne može zamijetiti golim okom. Ove se spore u zraku mogu formirati u milijunskim količinama i na taj se način (zrakom) dalje prenose. Zajedno s toplinom, vlagom i hranidbenom podlogom one stvaraju nova gljivična gnijezda koja onda dalje proizvode milijunske količine novih spora.